# Edokko

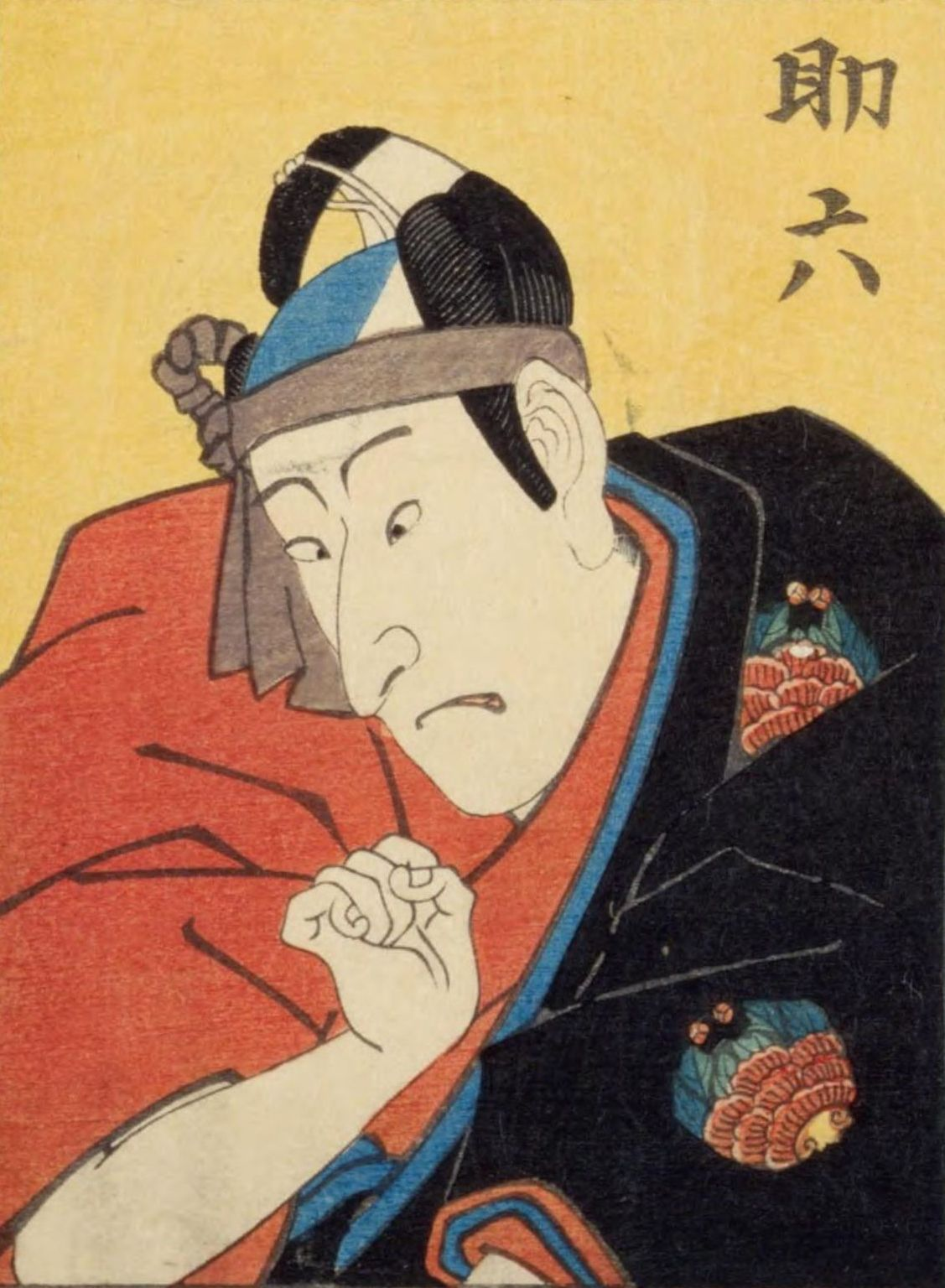
Ichikawa VI. als Sukeroku

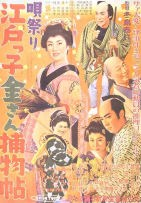
Edokko-Film mit der bekannten Sängerin Hibari Misora (1955)

Edokko (japanisch 江戸っ子, 江戸っ児, wörtlich: „Kind aus Edo“) bezeichnete einen Einwohner der Residenzstadt des Shoguns Edo (heute Tokio), der dort mindestens in der dritten Generation geboren und aufgewachsen ist.

## Beschreibung
Als Tokugawa Ieyasu nach der Machtergreifung seine Residenz in Edo groß ausbaute und dann alle Daimyō im Rahmen des sankin kōtai verpflichtet wurden, Stadt-Residenzen zu unterhalten, wurden Arbeiter, Handwerker und Händler in großer Zahl gebraucht. In der Kyōhō-Zeit (1716–36) hatte so die Zahl der „Städter“ (chōnin) eine halbe Million erreicht. (Dazu kam noch einmal eine halbe Million Schwertadel.) Der Anteil der „echten Edokko“ (生粋の江戸っ子, kissui no Edokko) betrug allerdings erst 10 %. Und so ist auch der Begriff erst 1771 in einem Senryū-Vers zum ersten Mal belegt: Edokko no waranji o haku rangashisa (江戸ッ子のわらんじをはくらんがしさ) beschreibt die „Aufregung/Lärm des Edokko beim Anziehen der Strohsandalen [nach dem Trinkgelage, vor der Reise]“.
Durch das Zusammenleben auf engem Raum in der Großstadt bildete sich nicht nur ein eigener Dialekt heraus, es entstanden auch eigene Verhaltensformen, z. B. im Umgang mit Geld. Insbesondere die Handwerker, Fischhändler, Anstreicher (sakan), die (oft tätowierten) Feuerwehrleute an der Brandfront (tobi no mono), die Warenausträger sagten von sich „Wir sind die Edokko“ (俺たちゃ江戸っ子だ, ore-tacha Edokko da).
Der Geschichtswissenschaftler und Spezialist für die Edo-Zeit Nishiyama Matsunosuke (1912–2012) gibt die Kennzeichen für ein Edokko in Redewendungen (die in verschiedenen Varianten existieren) wie folgt wieder:
1. „Den Dachschmuck der Edo-Burg sehend mit (kostbarem) Leitungswasser aufwaschen.“ (江戸城の鯱をみて水道の水で洗い上げる, Edo-jō no shachi o mite, suidō no mizu de araiageru).
2. „Nicht am Gelde hängen! Es immer für das Beste, Neueste ausgeben.“ (金離れがよい, Kanebanare ga yoi).
3. „Unter dem Sonnenschirm der Amme verwöhnt aufwachsen.“ (乳母日傘での高級な育ち, Onba hikasa deno kōkyū na sodachi).
4. „Wirklich aufgewachsen in Edo, ein echtes Edokko.“ (江戸生粋の生え抜き, Edo kissui no haenuki).

Die wesentlichen Kennzeichen dürften iki – etwa Lebensfreude – und hari – etwa Beharrlichkeit – sein. Santō Kyōden u. a. gehen in ihren Büchern auf das Edokko und dessen Lebensweise ein, spätestens in der Bunsei-Zeit (1818–30) war das ein Teil der „Groß-Edo-Kultur“ (Ō-Edo bunka). Diese Kultur war typisch für Edo und unterschied sich deutlich von der feinen Lebensweise in der Kaiserstadt Kyoto und der auf Geld bedachten in Osaka.
Der Held Hanakawado Sukeroku in dem Kabuki-Stück Sukeroku yukari Edo-zakura aus der Serie Kabuki no jūhachi-ban stellt ein typisches Edokko dar. Der populäre Einakter spielt in Yoshiwara, wo sich Sukeroku, um die Kurtisane Agemaki werbend, am Ende gegen den reichen, bösartigen Patron Ikyu durchsetzt. Neben Kabuki gehörten Yoshiwara, Sumo, die großen Feste der Schreine (Matsuri) und das jährliche Großfeuerwerk über dem Wasser zum Lebensstil des Edokko.
Als mit Beginn der Meiji-Zeit Edo zu Tokio wurde, gab es Versuche, das Edokko zu bewahren; 1899 erschien sogar eine Zeitung unter diesem Namen. Aber mit der Zusammenführung der Stände zur modernen Einheitsgesellschaft hat sich der Begriff von einer Lebensform zu einem Namensschild gewandelt, das sich jeder Tokioter anstecken kann. Im Kabuki und in Historienfilmen (Jidai-geki) lebt das echte Edokko natürlich weiter.

## Redewendungen
- 江戸っ子は五月の鯉の吹流し, Edokko wa satsuki no koi fukinagashi – „Das Edokko ist, wie beim Koinobori im Mai, ein aufgeblasener Karpfen: Großes Maul und nichts dahinter.“
- 江戸っ子は宵越しの銭は使わぬ, Edokko wa yoigoshi no zeni tsukawanu – „Das Edokko hat für das Prassen am nächsten Tag keinen Cent mehr übrig.“
- 江戸者の生まれ損ない金を溜む, Edomono no umare zokonai kane o tamu – „Das Edomono hat (im Gegensatz zum Edokko) die angeboren schlechte Eigenschaft, Geld anzuhäufen.“